# Лялька Біллі
Біллі — лялька, з'являється у всіх фільмах серії «Пила». Використовується Джоном Крамером
, головним антагоністом серії, для спілкування зі своїми жертвами за допомогою відео та аудіозаписів. Найчастіше Біллі з'являється на телевізійному екрані, а іноді «особисто» для того, щоб пояснити жертвам мету випробувань Конструктора принципи роботи жорстоких пасток, а також правила, дотримання яких допоможе гравцям вижити.
Хоча це ім'я фактично ніколи не згадувалося у фільмі, сценаристи, режисери, актори і члени знімальної групи у всіх бонусних документальних фільмах та інтерв'ю називали ляльку саме так. Ім'я було придумано реальним творцем ляльки Джеймсом Ваном, режисером і співавтором першого фільму серії. Існують розбіжності з приводу правильного написання імені англійською мовою: «Billie» або «Billy». Безпосередньо сам Ван завжди використовував другий варіант.
Популярність серії призвела до створення товарів, заснованих на образі Біллі, а також до появи посилань у різних медіа.

## Характерні риси
Біллі являє собою ляльку з черевомовленням і з рухомою нижньою щелепою, що створює ілюзію, що він може говорити. Однак, на відміну від інших подібних ляльок, Біллі керується дистанційно. У нього біле обличчя, виступаючі надбрівні дуги і щоки, на яких намальовані червоні спіралі. Губи червоні і складені в усмішці. Очі чорні з червоними радужками, голова покрита чорним волоссям.
Біллі завжди зображується у чорному смокінгу, з білою сорочкою і рукавичками, з червоною краваткою-метеликом і червоною носовою хусткою в нагрудній кишені. На ногах у нього надіті червоні туфлі. У короткометражному фільмі на ньому також був зелений поношений котелок. Часто Біллі представлений сидячим на старомодному триколісному велосипеді червоного кольору. Єдиний звук, який виходить від нього, — це характерний електронний сміх, на зразок того, що видають типові іграшки для Хелловіна.
У четвертому фільмі серії дизайн ляльки був запозичений у її ранньої мініатюрної версії, що мала незначні відмінності, яку Джон зробив в подарунок майбутньому синові.

## Конструкція
Оригінальна лялька була створена Джеймсом Ваном з пап'є-маше і паперових серветок. У ролі очей використовувалися два м'ячики для пінг-понгу з намальованими радужками. Щоб змусити Біллі рухатися, ляльководи керували ним за допомогою ниточок.
У другому фільмі в ляльку вбудували механічні деталі, і управління нею стало дистанційним.
До третього фільму оригінальна лялька зносилася і була вже непридатною для зйомок. Тіло нового Біллі вирізали з пінопласту, скріпили металевими пластинами і з допомогою магнітів розмістили на триколісному велосипеді. Задня частина голови стала знімною, що полегшило роботу механізмів, розташованих усередині.
Знімальна група знову обновила ляльку під час зйомок «Пили 4». Деталі тулуба з пінопласту з'єднали штирями, а завдяки сильним магнітам Біллі можна було легко розмістити на металевій поверхні. Очі, зроблені з заповнених смолою кульок для пінг-понгу, керувалися дистанційно, так само як і щелепа.

## Появи у фільмах

### Серія «Пила»

#### «Пила: Гра на виживання»

Зазвичай Біллі з'являється на моніторах телевізорів, де сповіщає жертв про їх випробування

У фільмі «Пила: Гра на виживання» Біллі вперше з'являється на екрані телевізора перед Амандою Янг і розповідає про пристрій, що являє собою ведмежий капкан, закріплений на її щелепах. Як тільки Аманді вдається зняти «руйнувач щелепи», вона знову бачить Біллі, що в'їхав в кімнату на триколісному велосипеді для того, щоб привітати її з успішним проходженням випробування.
Пізніше Адам згадує, що бачив ляльку в своїй квартирі. Так як було відключено електрику, Адаму довелося переміщатися по темних кімнатах, ненадовго освітлюючи собі дорогу спалахом фотокамери. Почувши моторошний сміх, він виявляє ляльку і розбиває її бейсбольною битою.
Коли детективи Тепп і Сінг прибувають в притулок Пили, вони обшукують його робочі столи, на яких під покривалами були заховані макети хитромудрих винаходів, а також ляльку Біллі.

#### «Пила 2»
На початку другого фільму Біллі з'являється на екрані телевізора, щоб розповісти Майклу про принцип роботи «маски смерті», одягненої на нього. Це випробування схоже з тим, яке проходила Аманда, однак, на відміну від неї, Майклу не вдалося врятуватися.
Пізніше, коли детективи знаходять новий притулок Пили, кілька офіцерів поліції піднімаються по сходах, огороджених кліткою, і бачать вгорі приїхалого на велосипеді розсміяного Біллі. Огорожа навколо сходів стає електрезованною, після того як тиск на одну із ступенів запускає пастку.

#### «Пила 3»

Джон Крамер працює над створенням Біллі

У третьому фільмі можна побачити, як в одному з флешбеків Джон розмальовує обличчя ляльці, а також з'ясовується, що Біллі був сконструйований безпосередньо перед випробуванням Аманди. Пізніше Біллі використовується, щоб повідомити Троя і Керрі про їх пастки. Лялька також присутня на фоні флешбеку, присвяченому обговоренню Джоном відданості Аманди.
Біллі також використовувався в цілях нагадування про загиблого сина Джеффу Рейнхарту, будучи розміщеним поряд з велосипедом в тій же позі, в якій був син Джеффа в момент смерті. Одночасно з цим лялька видавала сміх.
Після того, як Джефф перерізає горло Джону, протягом частки секунди можна помітити відображення Біллі в екрані кардіометра Джона.
До релізу «Пили 3» було випущено кілька відеороликів за участю Біллі для реклами фільму на таких сайтах як YouTube і MySpace.

#### «Пила 4»
У четвертому фільмі лялька з'являється перший раз, коли Рігг прокидається у своїй ванній і, відкривши двері, запускає відеоповідомлення, в якому Біллі пояснює йому правила гри. В іншій кімнаті квартири Рігг виявляє телевізор з новим посланням щодо свого першого тесту, а також жінку, яка сидить в пристрої, який може зняти з неї скальп.
Пізніше агенти Страм і Перес знаходять Біллі, який сидить на стільці оточеному свічками, в одному з кабінетів покинутої будівлі школи. Проігнорувавши отримане раніше попередження, Перес нахиляється до Біллі, щоб розібрати шепіт у повідомленні, та отримує поранення уламками.
В одному з флешбеків Джон дарує Джилл ляльку, зроблену ним для їх майбутньої дитини. З інтерв'ю з Тобіном Беллом з'ясовувалося, що цей момент є початком основної сюжетної лінії щодо походження Біллі, а також його триколісного велосипеда
До релізу «Пили 4» було випущено кілька відеороликів за участю Біллі для реклами фільму на таких сайтах, як YouTube і MySpace.

#### «Пила 5»
Біллі з'являється у п'ятому фільмі у вступній сцені, щоб розповісти правила гри Сету Бакстеру. Пізніше з'ясовується, що гра була організована Гоффманом з метою вбивства Сета. Досі невідомо, як Гоффман дізнався про наявність подібної ляльки у Крамера. Згідно зі списком жертв Пили, Сет був другим гравцем після Сесіла, який є самою першою жертвою. В його тесті лялька не використовувалася.
Також Біллі з'являється на початку кожного групового випробування.
Первісна версія ляльки присутня у флешбеці, що розповідає про знайомство Крамера і Гоффмана.

#### «Пила 6»
На початку шостого фільму Біллі з'являється у відеопосланні для Сімони і Едді.
Лялька також присутня у двох тестах Вільяма Ітсона з чотирьох (Сам Крамер звертається від свого імені до Вільяма під час його першого випробування). Пізніше Біллі в образі шибеника з'являється особисто перед Ітсоном у другому випробуванні. У четвертому тесті Біллі традиційно повідомляє правила гри з екрана телевізора.
Також у фільмі були показані фрагменти відеопослання до Сета Бакстера з «Пили 5».

#### «Пила 3D»
У фрагменті фільму, представленому на «Comic-Con 2010», Біллі «особисто» дає інструкції жертвам так званої «Shopping Mall trap».
Також він з'являється на екрані телевізора на початку гри Боббі Дагена. Пізніше був знищений Марком Гоффманом.

#### «Пила 8»
Вперше лялька з'являється, коли лялька їде, сміючись на велосипеді в бік жертв разом з касетою. Пізніше з'являється в телевізорі і дає інструкцію Райану.

### Інші фільми

#### «Мертва тиша»
У фільмі жахів 2007 року «Мертва тиша», знятому творцями франчайза «Пила» Лі Уоннеллом і Джеймсом Ваном, одну з ляльок, яка присутня на постері і одягнена так само як і лялька Джона Крамера, звуть Біллі. Її також можна помітити на підлозі кімнати зі 101 лялькою в одній зі сцен фільму(1:13:54). На світовій прем'єрі Уоннелл заявив, що збирається містити Біллі в кожен фільм, над яким він працює, проте присутність ляльки може бути неочевидной.

#### «Смертний вирок»
Графіті на стіні з зображенням особи Біллі можна побачити у фільмі Джеймса Вана «Смертний вирок (фільм, 2007)».

#### «Астрал»
Зображення особи Біллі також можна побачити на шкільній дошці у фільмі Джеймса Вана «Астрал».

#### «Дуже страшне кіно 4»
Лялька Біллі була в цьому фільмі головним антагоністом.

## Появи в інших медіа

### Saw: Rebirth
Біллі можна помітити в самому початку коміксу, що розповідає про перетворення Джона Крамера в Пилу. Лялька представлена, як одне з творінь Джона на фабриці іграшок, де він працював, проте ця передісторія відрізняється від тієї, що була показана в четвертому фільмі серії.

### Saw: The Video Game

Біллі в Saw: The Video Game

У грі «Saw: The Video Game» Біллі використовується для повідомлення гравцеві поточних цілей і підказок. Його образ також був задіяний для маркетинга ігри.

### Saw II: Flesh & Blood
Біллі з'являється в продовженні «Saw: The Video Game», знову озвучений Тобіном Беллом. Як і в першій грі його роль зводиться до роздачі порад і підказок гравцеві. Крім цього протягом всієї гри можна збирати заховані маленькі копії ляльки.

### SAW— The Ride
Біллі присутній в тематичному атракціоні «SAW — The Ride» англійського парку розваг Thorpe Park.